# Nazionale maschile di rugby a 15 del Perù
La nazionale di rugby XV del Perù (selección de rugby del Perú) rappresenta il Perù nel rugby a 15 in ambito internazionale, dove è inclusa fra le formazioni di terzo livello.

All'estero ed in patria i suoi giocatori sono noti come "Los Tumis".